# Kerecsend
Kerecsend là một thị trấn thuộc hạt Heves, Hungary. Thị trấn này có diện tích 24,58 km², dân số năm 2010 là 2261 người, mật độ 92 người/km².